# Henry Richardson (Filmeditor)
Henry Richardson (* 13. Januar 1936 in London; † 31. Juli 2017 ebenda) war ein britischer Filmeditor.

## Leben und Werk
Seine Karriere begann er in den frühen 1950er Jahren als Schnittassistent. Ab 1956 war er als eigenständiger Filmeditor tätig und war bis einschließlich 2009 an mehr als 50 Film- und Fernsehproduktionen beteiligt.
Für seine Beteiligung an Runaway Train aus dem Jahr 1985 wurde er für den Oscar nominiert. Außerdem erhielt eine Nominierung für den Eddie-Award der American Cinema Editors.

## Filmografie (Auswahl)
- 1952: Weiße Frau im Dschungel (The Planter's Wife) (Schnittassistent)
- 1953: Das Gangster-Syndikat (36 Hours) (Endmontage)
- 1953: Teufel in Blond (Bad Blonde/The Flanagan Boy) (Schnittassistent)
- 1958: Vor uns die Hölle (Ten Seconds to Hell)
- 1963: Der Gehetzte von Soho (The Small World of Sammy Lee)
- 1965: Sherlock Holmes’ größter Fall (A Study in Terror)
- 1966: Mohn ist auch eine Blume (The Poppy Is Also a Flower)
- 1968: Gwangis Rache (The Valley of Gwangi)
- 1970: Comtesse des Grauens (Countess Dracula)
- 1972: Der Turm der lebenden Leichen (Tower of Evil)
- 1983: James Bond 007 – Octopussy (Octopussy)
- 1983: Curtains – Wahn ohne Ende (Curtains…The ultimate Nightmare)
- 1985: Runaway Train
- 1989: Homer und Eddie (Homer and Eddie)
- 1997: Operation Delta Force (Operation Delta Force: Great Soldiers)
- 1997: Turbo: Der Power Rangers Film (Turbo: A Power Rangers Movie)
- 1999: The 13th Floor – Bist du was du denkst? (The Thirteenth Floor)